# Claire Finel
Claire Finel, née le 20 mars 1901 à Besançon et morte le 15 décembre 1985 à Montmorency, est une affichiste française, ayant réalisé de nombreuses affiches de cinéma entre les années 1930 et 1980.

## Biographie
Claire Marguerite Ducret naît le 20 mars 1901 à Besançon.
En 1932, elle épouse Jacques Finel, inspecteur d'assurances et croix de guerre 1914-1918 : elle se déclare décoratrice, tandis que son père est sans emploi à Châtenay-Malabry et que sa mère est décédée. Elle est déclarée « dessinatrice artiste peintre » lors du recensement de 1936, alors qu'elle demeure au 1 082 de la rue Legendre, dans le 17e arrondissement de Paris, avec son mari. Elle vit ensuite au 136 de la même rue,,.
Claire Finel meurt le 15 décembre 1985 à Montmorency.

## Œuvre

### Affiches de cinéma
Claire Finel est une des rares femmes ayant travaillé dans le domaine de l'affiche de cinéma,,, comme Huguette Bucher-Cromière, Claudine Mercier, Joëlle Marquet.
Plusieurs institutions conservent des affiches qu'elle a réalisé : cinquante-cinq se trouvent à la bibliothèque nationale de France, dix-neuf à la cinémathèque française, quatorze à la cinémathèque de Toulouse, cinq à l'institut Jean-Vigo et une à la cinémathèque de Corse.
Elle signe habituellement en petits caractères script « C. Finel », sauf sur l'affiche du film Le Testament du docteur Mabuse, où elle signe de ses initiales « C. F. ».
Le magazine La Cinématographie française promeut à l'occasion son travail, dont il réalise des impressions en couleur telle des affichettes pour des documentaires de guerre du service d'Information britannique en 1946, ou l'affiche de La femme nue proposée en 1949.
- 1933 : Rumba, chanson des îles (en) réalisé par W. S. Van Dyke[11].
- 1933 : Nu comme un ver réalisé par Léon Mathot[11],[12],[17].
- 1933 : Le Testament du docteur Mabuse réalisé par Fritz Lang[13].
- 1935 : Odette réalisé par Jacques Houssin et Giorgio Zambon[11].
- 1936 : Un mauvais garçon réalisé par Jean Boyer et Raoul Ploquin[11].
- 1936 : 27, rue de la Paix réalisé par Richard Pottier[18].
- 1937 : Gueule d'amour réalisé par Jean Grémillon[11].
- 1937 : Quand les femmes se taisent (en) réalisé par Fritz Kirchoff (de)[11].
- 1937 : L'Appel de la vie réalisé par Georges Neveux[11].
- 1937 : Motif de divorce (en) réalisé par Karel Lamač[11].
- 1937 : Crépuscule (en VO : Der Herrscher) réalisé par Veit Harlan[11].
- 1938 : Tricoche et Cacolet réalisé par Pierre Colombier[11].
- 1938 : La Voix du coeur (de) réalisé par Victor Tourjanski[11].
- 1938 : Les Nouveaux Riches réalisé par André Berthomieu[11].
- 1938 : Mensonges (de) réalisé par Heinz Rühmann[11].
- 1938 : Ernest le rebelle réalisé par Christian-Jaque[11].
- 1938 : Visite nocturne (de) réalisé par Peter Paul Brauer (de)[11].
- 1938 : Quadrille réalisé par Sacha Guitry[11].
- 1939 : Tourbillon de Paris réalisé par Henri Diamant-Berger[11],[12],[19].
- 1939 : Ces voyous d'hommes (en VO : Oh, diese Männer) réalisé par Hubert Marischka[11].
- 1940 : Espoirs réalisé par Willy Rozier[11],[12],[17].
- 1940 : Le Café du port réalisé par Jean Choux[12].
- 1940 : Narcisse réalisé par Ayres d'Aguiar[12].
- 1940 : Rebecca réalisé par Alfred Hitchcock[11].
- 1941 : Cinquième Bureau (en VO : International Lady) réalisé par Tim Whelan[11].
- 1941 : Montmartre-sur-Seine réalisé par Georges Lacombe[11],[10],[12],[17],[20],[21],[22].
- 1942 : Mélodie pour toi réalisé par Willy Rozier[11].
- 1943 : Les bourreaux meurent aussi (en VO : Hangmen Also Die!) réalisé par Fritz Lang[11].
- 1943 : Lumière dans la nuit (de) (en VO : Romanze in Moll) d'Helmut Käutner[11].
- 1943 : Feu Nicolas réalisé par Jacques Houssin[11],[12].
- 1943 : Voyage sans espoir réalisé par Christian-Jaque[12].
- 1944 : Les Saboteurs réalisé par A. Edward Sutherland[12].
- 1944 : La Fille du loup-garou réalisé par Henry Levin[12].
- 1945 : Les Dames du bois de Boulogne réalisé par Robert Bresson[11],[12].
- 1945 : Félicie Nanteuil réalisé par Marc Allégret[10].
- 1945 : La Chanson du souvenir (en VO : A Song to Remember) réalisé par Charles Vidor[11].
- 1946 : Pétrus réalisé par Marc Allégret[11],[17].
- 1946 : Le Roman d'Al Jolson (en VO : The Jolson Story) réalisé par Alfred E. Green[11],[12].
- 1946 : La Revanche de Roger la Honte réalisé par André Cayatte[11],[12].
- 1947 : Les Trois Cousines réalisé par Jacques Daniel-Norman[12].
- 1947 : Le Chanteur inconnu réalisé par André Cayatte[12].
- 1947 : Chemins sans loi réalisé par Guillaume Radot[11].
- 1947 : Sept Ans de malheur (en VO : Come persi la guerra) réalisé par Carlo Borghesio[11],[12].
- 1948 : L'Armoire volante réalisé par Carlo Rim[12].
- 1949 : La Femme nue réalisé par André Berthomieu[11],[12].
- 1949 : Drame au Vel'd'Hiv' réalisé par Maurice Cam[11],[12].
- 1949 : Avant de t'aimer réalisé par Elmer Clifton et Ida Lupino[12].
- 1949 : Le Droit de l'enfant réalisé par Jacques Daroy[11],[12].
- 1950 : Mystère à Shanghai réalisé par Roger Blanc[10],[23].
- 1950 : Prélude à la gloire réalisé par Georges Lacombe[11].
- 1951 : Canzone di primavera réalisé par Mario Costa traduit par La Séductrice[11].
- 1951 : Alerte à l'arsenal (it) (en VO : Fiamme sulla laguna) réalisé par Giuseppe Maria Scotese[11].
- 1952 : Tempête sur les Mauvents réalisé par Gilbert Dupé et Alejandro Perla (es)[11],[12],[17].
- 1951 : L'Auberge rouge, affiche teaser, réalisé par Claude Autant-Lara[24]
- 1952 : À la pointe de l'épée (en VO : A fil di spada) réalisé par Carlo Ludovico Bragaglia[11].
- 1953 : Kœnigsmark réalisé par Solange Térac[12].
- 1954 : Le Tournant dangereux réalisé par Robert Bibal[12],[17].
- 1954 : Passion de femmes réalisé par Hans Herwig[12].
- 1954 : L'Enfer au-dessous de zéro (en VO : Hell Below Zero) réalisé par Mark Robson[11].
- 1954 : Marchandes d'illusions réalisé par Raoul André[11].
- 1955 : Passion de femmes réalisé par Hans Herwig[12].
- 1955 : Les Deux font la paire réalisé par André Berthomieu[12].
- 1955 : Dix-huit Heures d'escale réalisé par René Jolivet[12].
- 1956 : L'Attaque du Fort Douglas (en VO : Mohawk) réalisé par Kurt Neumann[11].
- 1957 : Bonjour jeunesse réalisé par Maurice Cam[11].
- 1981 : La Vengeance du faucon réalisé par Vatroslav Mimica[11],[12].

D'autres affiches de films ne sont pas pour le moment conservées dans des collections institutionnelles mais on peut déjà bénéficier gracieusement de leurs reproductions dans différents sites :
C'est le cas pour :
- 1933 : King Kong réalisé par Merian C. Cooper et Ernest B. Schoedsack[réf. nécessaire].
- 1936 : Le Rêve de Monte Carlo (en VO : Let's Live Tonight) réalisé par Victor Schertzinger.
- 1940 : Le docteur se marie réalisé par Alexander Hall[réf. nécessaire].
- 1947 : La Maison sous la mer réalisé par Henri Calef[réf. nécessaire].
- 1949 : Deux affiches différentes pour Le Troisième Homme réalisé par Carol Reed[réf. nécessaire]. Une très sombre avec la représentation d'Orson Welles sur un fond verdâtre et l'autre sur un fond rouge avec plusieurs personnages.
- 1952 : L'Amour, Madame réalisé par Gilles Grangier (Signé «CF» en script).
- 1954 : Les Clandestines réalisé par Raoul André.
- 1956 : Une seule affiche pour deux films : Le Ballon rouge réalisé par Albert Lamorisse et Une fée... pas comme les autres réalisé par Jean Tourane.

### Autres œuvres
Elle a travaillé pour le service d'Information britannique
- 1945 : Veille d'attaque
- 1945 : L'Aile gauche du front
- 1945 : Vers Tokyo
- 1946 : Faillite de la bombe volante

Claire Finel réalise en 1941 l'affiche Édith Piaf, la magnifique artiste de la chanson, vedette des disques Polydor, présentée lors d'une exposition dédiée à la chanteuse en 2015 à la bibliothèque nationale de France.
Elle illustre également le livre Jeunesse de visage d'Heni Ruel, paru en 1951.